# Batman: Shadow of the Bat
Batman: Shadow of the Bat è una serie a fumetti pubblicata mensilmente da DC Comics dal 1992 al 2000, e dedicata al personaggio di Batman.

## Storia editoriale
I primi quattro albi di Shadow of the Bat, pubblicati da giugno a settembre 1992, presentarono l'arco narrativo The Last Arkham, scritta Alan Grant e disegnata da Norm Breyfogle, che introdusse i personaggi del direttore dell'Arkham Asylum, Jeremiah Arkham, e del serial killer Victor Zsasz.
Oltre alle storie regolari, la serie offrì numerosi crossover tra i vari personaggi legati a Batman, come il numero 47 incentrato su Azrael, o tra le testate della DC, come ad esempio l'albo numerato "1 000 000", legato all'evento DC One Million.
L'albo numero 74 fece parte dell'arco narrativo di Cataclisma, così come dall'83 al 94 furono raccontate vicende legate a Terra di nessuno. Proprio con questo evento, nel numero 96 la serie si concluse, e il suo posto venne preso da Batman: Gotham Knights, 76 albi dal 2000 al 2006.